# Concarneau
Concarneau (Konk-Kerne in bretone) è un comune francese di 20 031 abitanti situato nel dipartimento del Finistère, nella regione della Bretagna.
La cittadina, apprezzata meta turistica, è considerata uno fra i più importanti porti pescherecci francesi. La pesca, in particolare del tonno, è infatti da tempo la principale attività economica di Concarneau.
Urbanisticamente la città si sviluppa attorno al suo porto ed alla sua città murata: un isolotto fortificato collegato alla terraferma da un ponte sede di numerose attività commerciali ed artigianali e principale attrazione per i visitatori. All'interno del centro fortificato si trova il museo della pesca.

## Geografia fisica
La cittadina sorge alla foce del fiume Moros lungo la costa occidentale della Bretagna.

## Monumenti e luoghi d'interesse
La parte storica di Concarneau è costituita dalla città murata, sorta su un'isoletta collegata a poche decine di metri dalla terraferma, che misura 380 metri di lunghezza e 100 metri di larghezza. Concarneau è stata dichiarata nel 2001 Ville et Pays d'Art et d'Histoire.
- Le mura di granito circondano l'intero perimetro della città murata. Furono costruite tra il 1541 e il 1577, e furono adattate in seguito da Sébastien Le Prestre de Vauban.
- All'ingresso della città murata, nel vecchio arsenale, si trova dal 1961 il museo della pesca (Musée de la pêche), uno splendido museo che consente di rivivere la storia della pesca attraverso una esposizione di strumenti utilizzati dai pescatori e di piccoli battelli. All'esterno è possibile salire a bordo e visitare l'Hemerica, un peschereccio costruito nel 1957 a Saint-Nazaire.
- Castello di Kériolet
- Maniero di Stang-al-Lin

## Concarneau nella cultura di massa

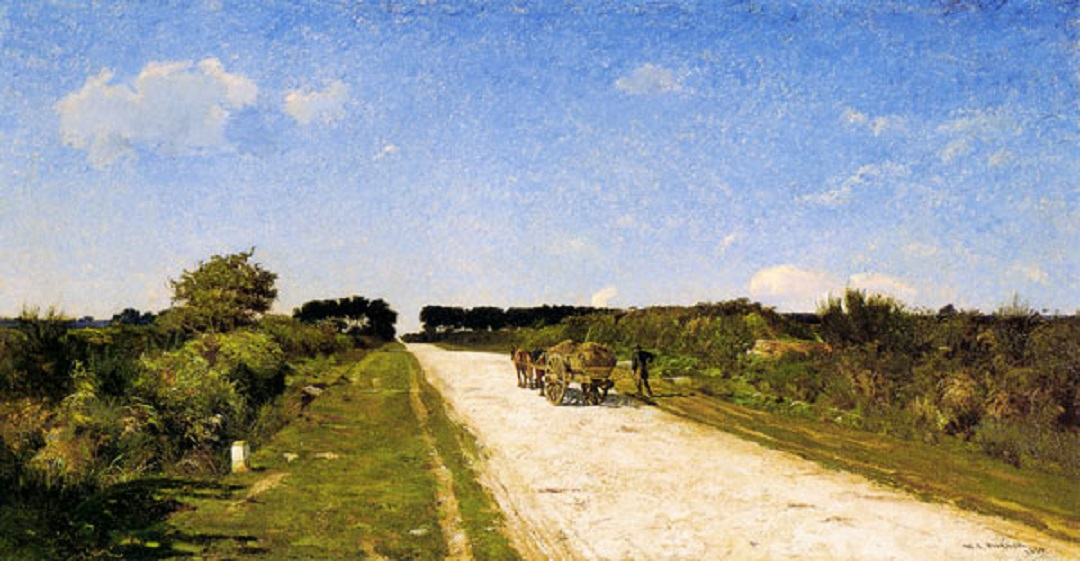
La route de Concarneau o Le chemin de Concarneau (1880) di William Lamb Picknell

I due romanzi di Georges Simenon Le signorine di Concarneau e Il cane giallo, quest'ultimo con protagonista il Commissario Maigret, sono ambientati proprio a Concarneau.
Inoltre i pittori americani William Lamb Picknell e Charles Henry Fromuth hanno dipinto numerosi quadri del paesaggio di Concarneau.

## Società
Gli abitanti di Concarneau sono chiamati in francese Concarnois (maschile) e Concarnoises (femminile).

## Galleria d'immagini

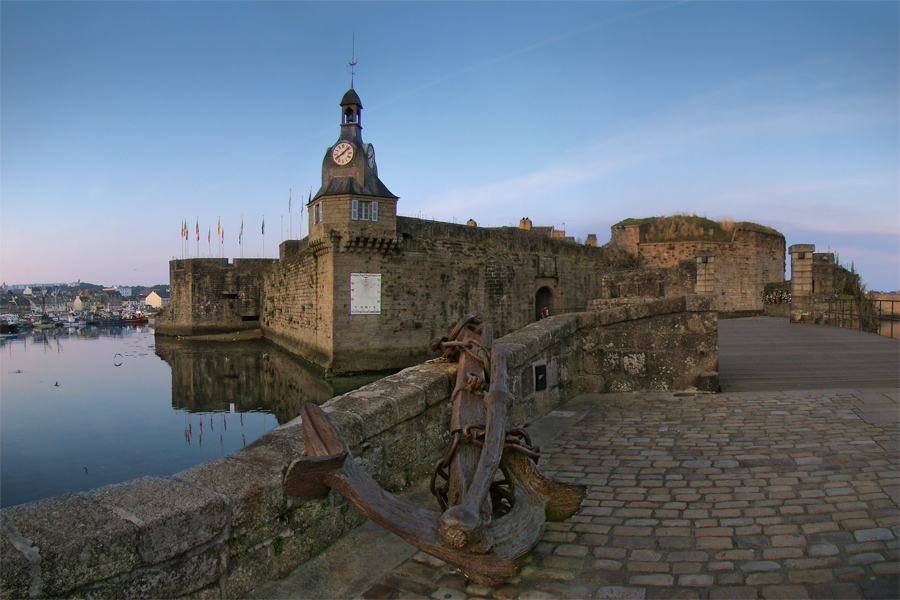
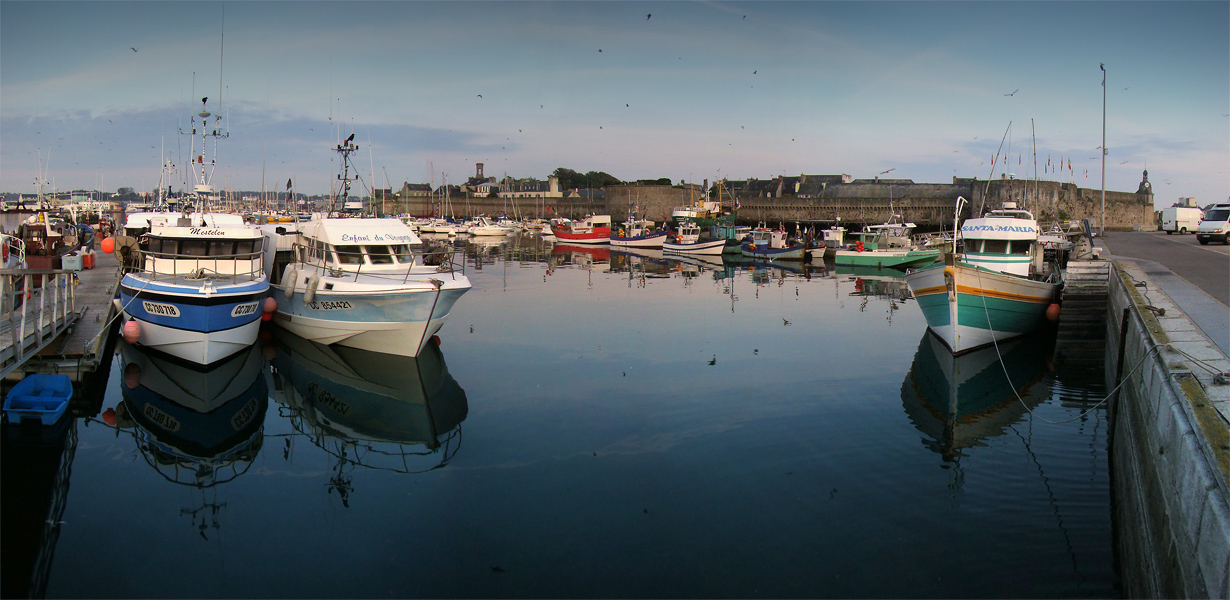
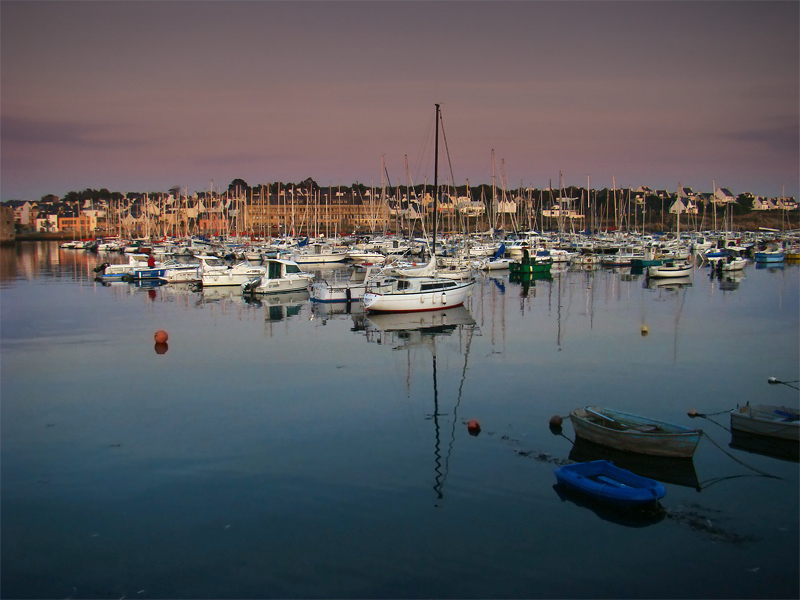
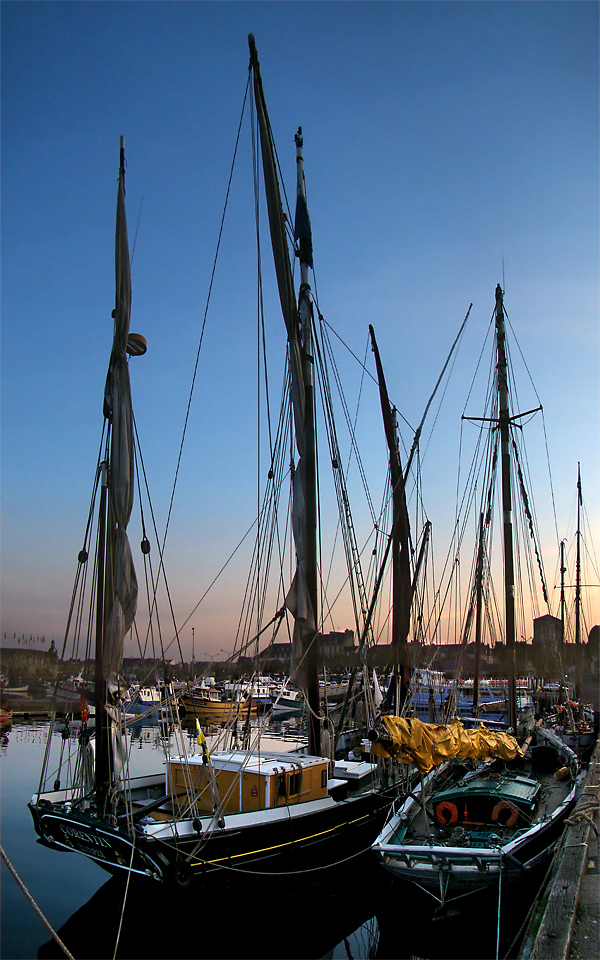
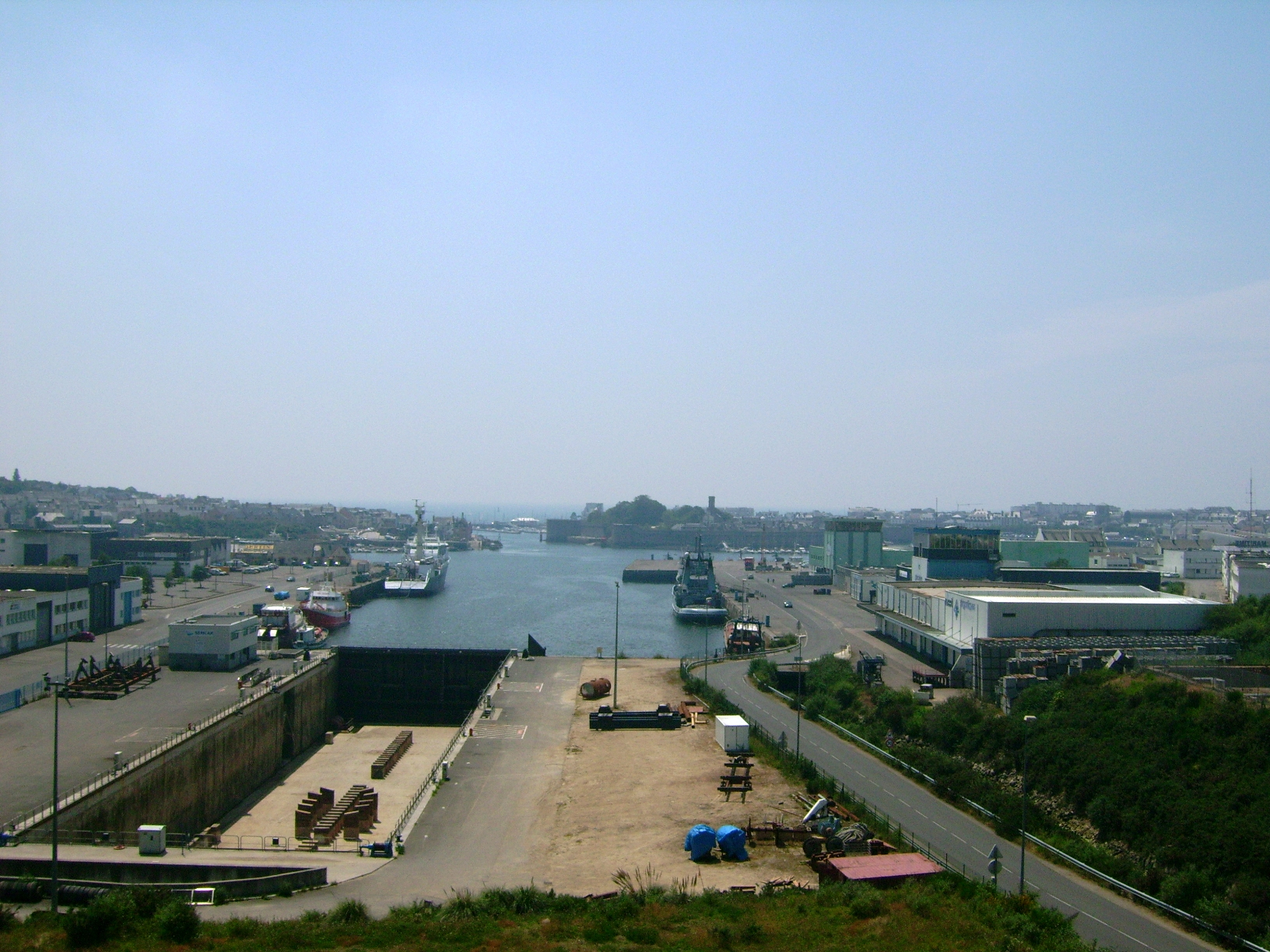
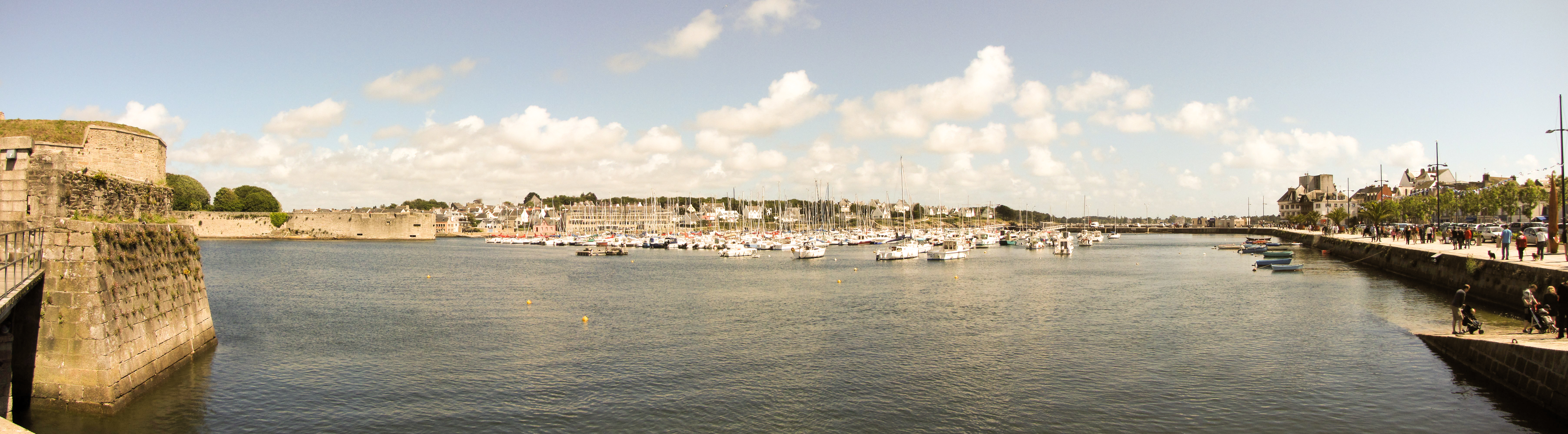
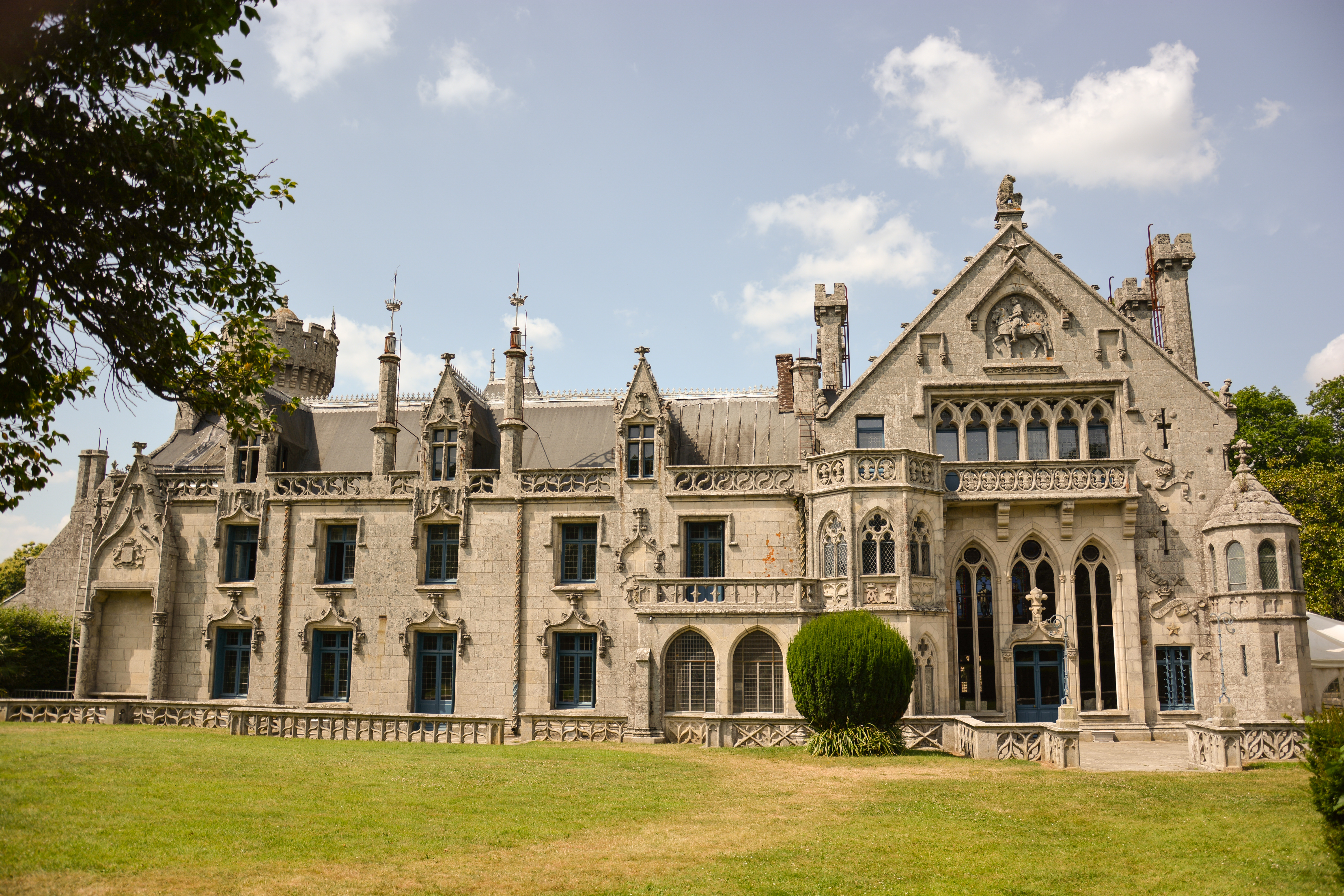
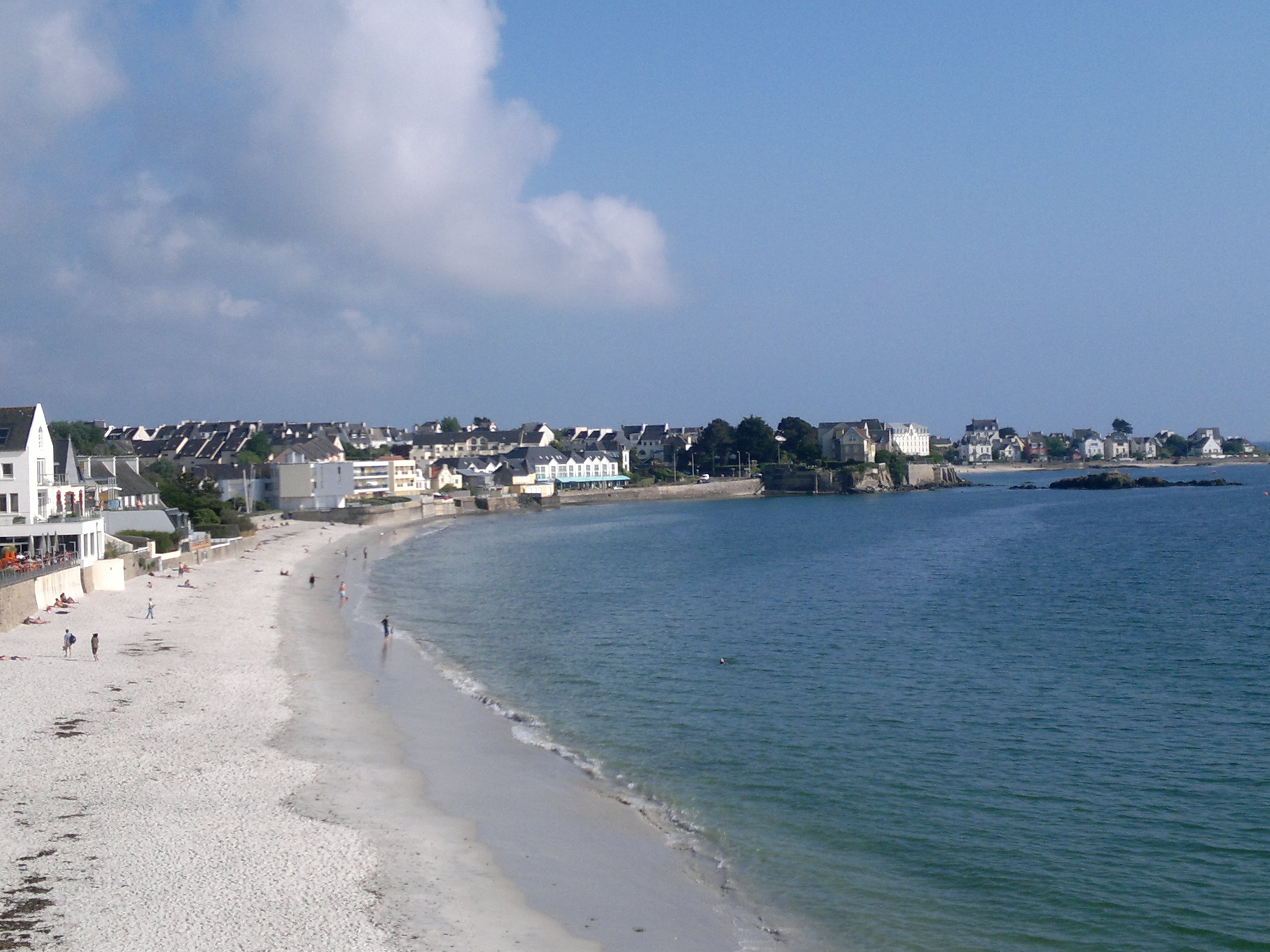
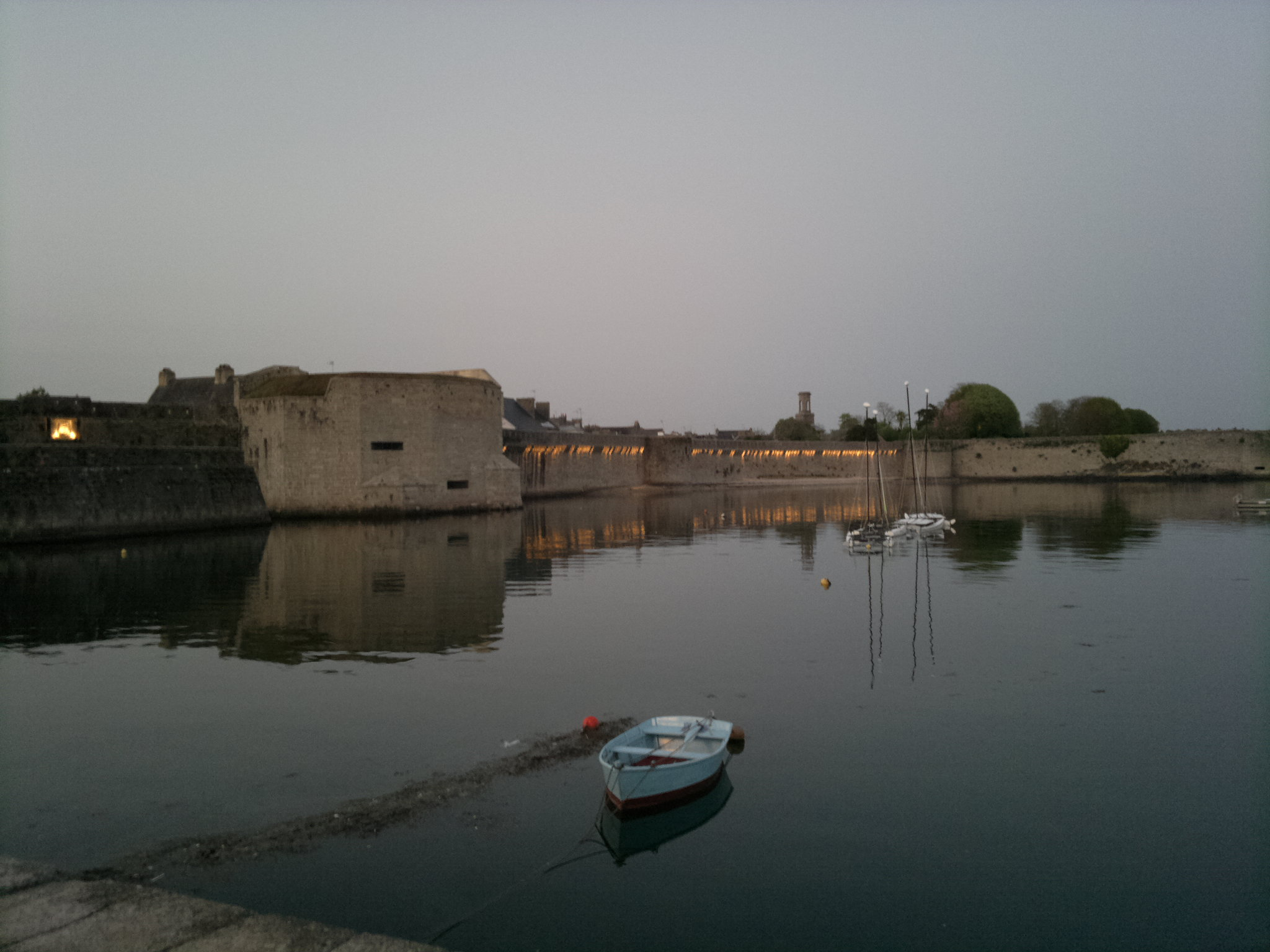
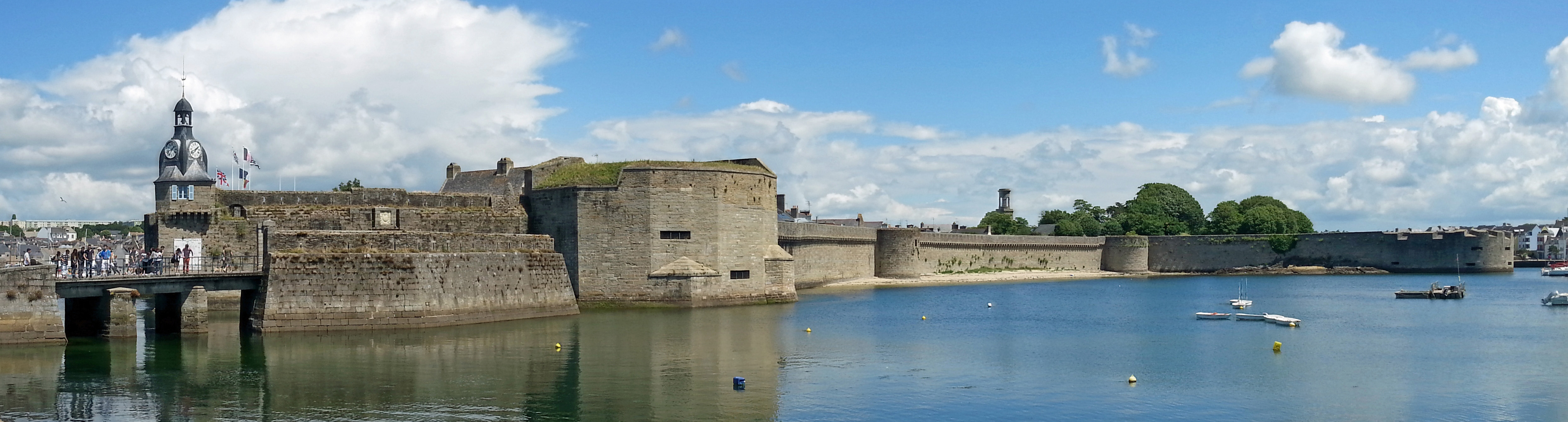

### Evoluzione demografica
Abitanti censiti

## Amministrazione

### Gemellaggi
- Bielefeld, dal 1958
- Mbour, dal 1974
- Penzance